# Solomon M. Schwarz
Solomon Mejerowitsch Schwarz, auch Salomon Monossohn, russisch Соломон Меерович Шварц (geboren 6. Januar 1883 in Wilna, Russisches Kaiserreich; gestorben 15. Juli 1973 in Jerusalem) war ein russisch-US-amerikanischer Soziologe.

## Leben
Solomon M. Schwarz studierte von 1901 bis 1904 Medizin an der Universität Berlin und anschließend dort, in Göttingen, St. Petersburg und Heidelberg Jura und Nationalökonomie. Er wurde in Heidelberg 1911 mit einer Dissertation zum römischen Noxalrecht promoviert. Er schloss sich in St. Petersburg den Menschewiki an und gab eine Zeitschrift zur Sozialversicherung heraus. Er wurde in dieser Zeit aus politischen Gründen dreimal verhaftet und auch aus St. Petersburg deportiert.
Nach der Februarrevolution 1917 wurde er Abteilungsleiter für die Sozialversicherung im Arbeitsministerium der Regierung Kerensky. Als die Bolschewiki in der Oktoberrevolution die Macht übernahmen, wechselte Schwarz in die Gesundheitsabteilung des Moskauer Stadtsowjets. 1919 wurde er als Militärarzt zum Dienst in der Roten Armee verpflichtet. Im Herbst 1920 wurde er in das Kriegsministerium berufen. Gleichzeitig wirkte er mit in einer Expertenkommission für ein neues Sozialrecht. Von Februar 1921 bis Januar 1922 war er politischer Häftling der Bolschewiki und floh danach mit seiner Frau Vera ins Ausland.
In Berlin arbeitete er mit in der Auslandszentrale der Menschewiki und der von Rafail Abramowitsch herausgegebenen Exilzeitschrift  „Sozialistitscheski westnik“ (Sozialistischer Kurier). Schwarz schrieb in dieser Zeit in deutschsprachigen sozialistischen Zeitschriften Artikel über die Sozialstruktur und Gewerkschaftsfragen der Sowjetunion. Nach der Machtübergabe an die Nationalsozialisten 1933 ging er mit der Zeitschrift nach Paris und im September 1940 in die USA, wo er 1943 die Staatsbürgerschaft erhielt. Er lehrte als Gastprofessor an der New School for Social Research und am Russischen Institut der Columbia University. Noch im Alter von 88 Jahren übersiedelte er nach Jerusalem. Seinen Nachlass vermachte er dem Staat Israel.

## Schriften (Auswahl)
- Salomon Monossohn: Actio de pauperie im System des römischen Noxalrechtes : eine rechtsgeschichtliche Studie. Greifswald: Adler, 1911; Heidelberg, Univ., Diss., 1911
- Rückblick und Ausblick über die russische Gewerkschaftsbewegung. Amsterdam : Verlag des Internationalen Gewerkschaftsbundes, 1923
- Der Arbeitslohn und die Lohnpolitik in Russland. Jena: Thüringer Verl.-Anst., 1924
- Gregory Bienstock; Solomon M. Schwarz; Aaron Yugow: Management in Russian industry and agriculture. New York, 1944
  - Arbeiterklasse und Arbeitspolitik in der Sowjetunion. Hamburg: Verlag für Wirtschaft und Sozialpolitik, 1953
- Antisemitism in the Soviet Union. Library of Jewish Information, American Jewish Committee, 1948
- The Jews in the Soviet Union. Syracuse: Syracuse Univ. Press, 1951
- Labor in the Soviet Union. New York: Praeger, 1952
- Trade Unions in the USSR. New York: Praeger, 1953
- Yevrei v Sovetskom Soyuze s nachala Vtoroy mirovoy voyny, 1939–1965. 1966
- The Russian revolution of 1905 : the workers' movement and the formation of Bolshevism and Menshevism. Übersetzung Gertrude Vakar. Chicago: Univ. of Chicago Press, 1967
- Sovetskiy Soyuz i arabo-izrailskaya voyna 1967 goda. 1969